# Hans Heinrich Schlubach
Hans Heinrich Schlubach (* 9. September 1889 in Hamburg; † 24. November 1975 in Starnberg) war ein deutscher Chemiker und Hochschullehrer.

## Leben
Schlubach studierte Chemie und wurde 1912 an der Universität Göttingen als akademischer Schüler von Otto Wallach promoviert. Nach dem Ersten Weltkrieg gehörte er 1919 dem Freikorps Epp an. 
Er wurde 1926 außerordentlicher Professor für organische Chemie am Chemischen Staatsinstitut der Universität Hamburg. 1938 trat er der NSDAP bei. Ab der Emeritierung von Paul Rabe im Jahr 1935 war er vertretender Direktor, dann ab 1942 sowohl ordentlicher Professor für organische Chemie als auch ordentlicher Direktor des Chemischen Staatsinstituts an der Universität Hamburg. Nach Kriegsende blieb er Direktor des Chemischen Staatsinstituts und wurde am 30. September 1956 emeritiert. Im Jahr 1955 erhielt er von der Gesellschaft Deutscher Chemiker die Emil-Fischer-Medaille.